# Parafia św. Jerzego i Opatrzności Bożej w Tychnowach
Parafia św. Jerzego w Tychnowach – parafia rzymskokatolicka w diecezji elbląskiej. Erygowana w połowie XIV wieku.
Na obszarze parafii leżą miejscowości: Tychnowy, Brachlewo, Brokowo, Dubiel, Nowa Wieś Kwidzyńska, Podzamcze. Tereny te znajdują się w gminie Kwidzyn, w powiecie kwidzyńskim, w województwie pomorskim. 
Kościół parafialny w Tychnowach został wybudowany i konsekrowany w latach XIV wieku.
Od 2021 roku proboszczem parafii św. Jerzego i Opatrzności Bożej w Tychnowach jest ks. kan. dr Sławomir Małkowski. 